# Fa Xian
Fa Xian (en chino tradicional: 法顯; en chino simplificado: 法显; en Pinyin: Fǎxiǎn; y romanizado como Fa-Hien o Fa-hsien que significa el Esplendor de Dharma) (337–422), fue un peregrino y monje budista nacido en Shanxi, que recorrió India, Nepal y Sri Lanka; recopilando los numerosos discursos de Buda, los llamados sutras, y textos de diversas escuelas budistas entre 399 y 414.
Su viaje está relatado en un texto que en español traduce «Fo guo ji: Expediente de los reinos Budistas, contados por el monje chino Fa Xian, de sus recorridos en la India y Ceilán en busca de los libros de la disciplina budista», libro considerado muy valioso para la historia de la India antigua y del budismo, en el que se da cuenta de un budismo floreciente subdividido en ramas que coexisten en armonía.
Además de lo que recogen sus textos, se sabe poco sobre su vida personal. Tenía tres hermanos mayores que él, pero murieron cuando era muy niño. Su padre estaba dedicado al budismo y cuando el pequeño Fa Xian enfermó, lo envió a un monasterio. Luego de curarse se negó a regresar a casa y dedicó desde ahí, su vida, al servicio de Buda. Su padre murió cuando él tenía diez años; su tío visitó su casa y viendo la austeridad, les indujo a dejar la fe budista, Fa Xian una vez terminado el funeral regresó al monasterio. Poco después murió también su madre, e hizo lo mismo.
Se estableció en Pataliputra lo que hoy es Patna ciudad sede del histórico Tercer concilio superior del budismo, convocado por el rey Asoka en el siglo III a. C., donde estudió los antiguos sutras budistas, en especial los que se refieran al sangha, a la vida monástica; una de sus peregrinaciones más importantes fue hacia Lumbini, sitio donde nació el Señor Buda. Regresó a China alcanzando la ciudad de Laoshan a 30 kilómetros al este de la ciudad de Qingdao, en la actual provincia de Shandong, donde pasó varios años traduciendo y editando su recopilación.